# Karlsson på taket

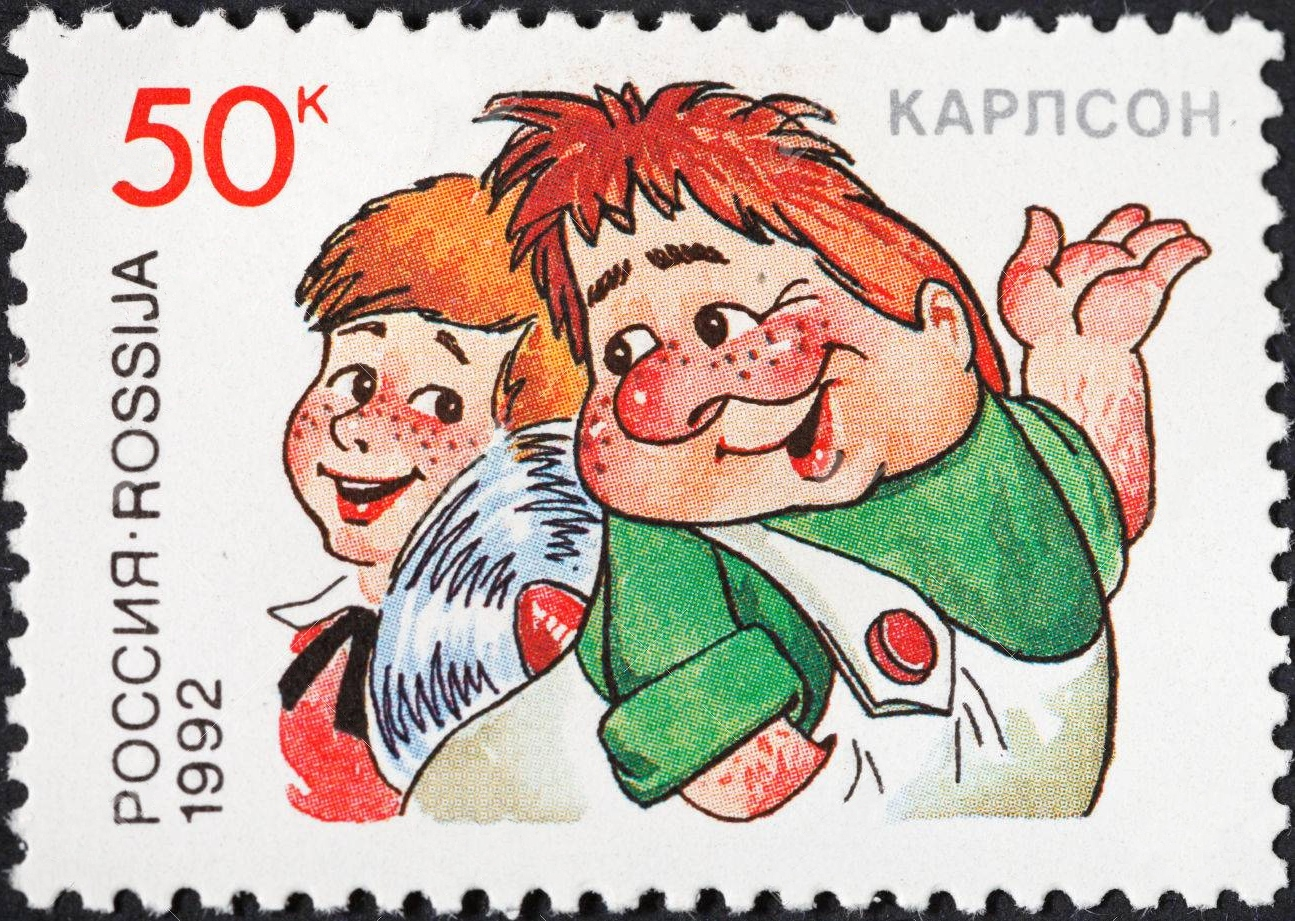
Karlsson på taket på ett ryskt frimärke.

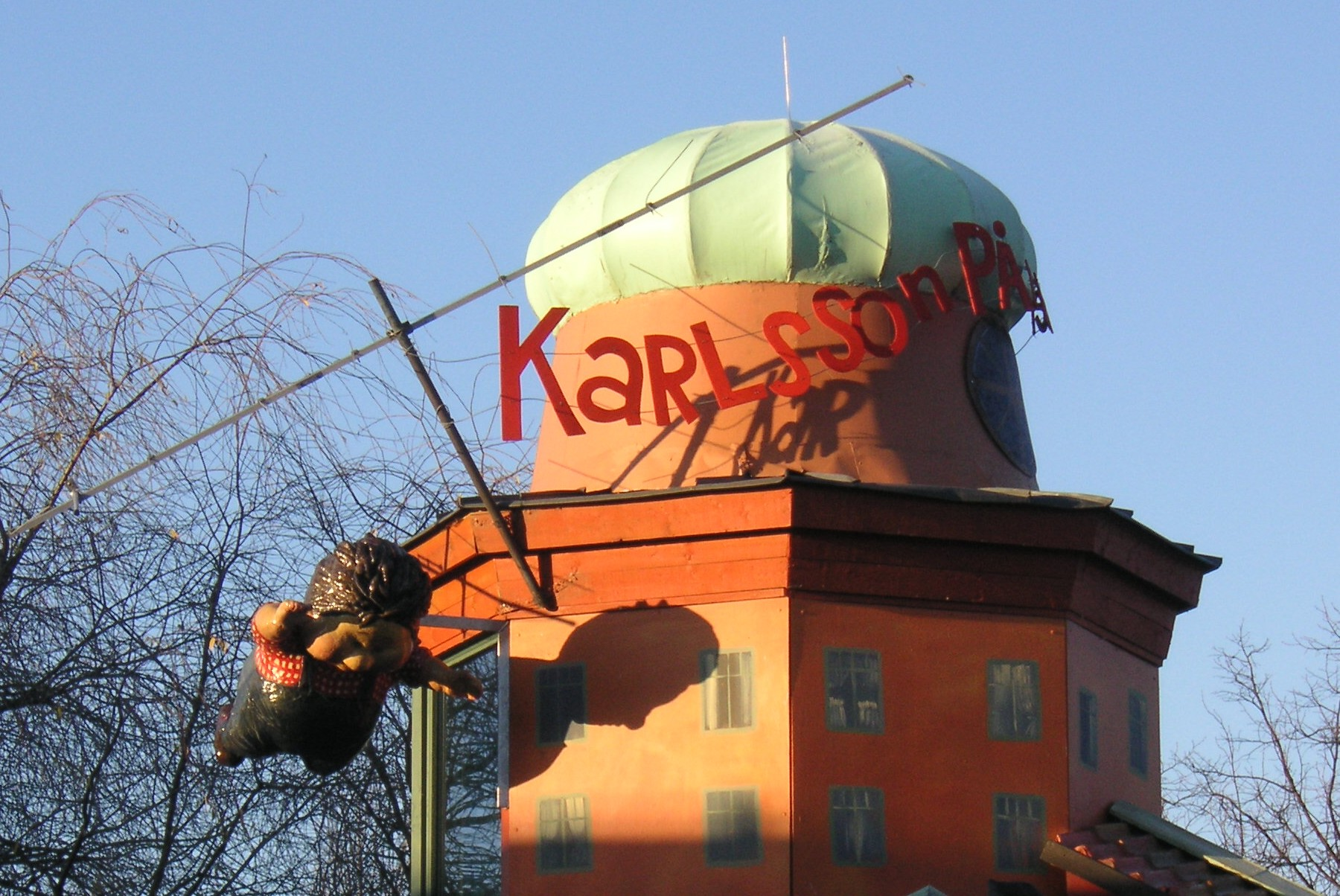
Karlsson på taket vid Junibacken i Stockholm

Karlsson på taket är en figur skapad av Astrid Lindgren, som hälsar på hemma i Vasastan hos sjuåringen Lillebror i Stockholmslägenheten. Det finns tre böcker om Karlsson, Lillebror och Karlsson på taket (1955), Karlsson på taket flyger igen (1962) och Karlsson på taket smyger igen (1968) och de är alla illustrerade av Ilon Wikland.

## Historik
Figuren är inspirerad av Lindgrens tidigare skapelse herr Liljonkvast, en liten gubbe med flygförmåga. Han förekom i berättelsen "I skymningslandet", som 1949 publicerades i novellsamlingen Nils Karlsson Pyssling.
Astrid Lindgren kan även ha lånat idén från en liknande amerikansk berättelse om Mr. O’Malley, i seriesagan ”Barnaby” (1942) av Crockett Johnson.
Särskilt populär blev figuren i Östeuropa. I Sovjetunionen konkurrerade böckerna om honom, enligt landets Sverigeambassadör Boris Pankin, med Bibeln i popularitet. Karlsson på taket har även givits ut på ryskt frimärke. I Sovjetunionen och Ryssland har minst tre Karlsson på taket-filmer producerats.

## Persongalleri
- Karlsson på taket, "en vacker och genomklok och lagom tjock man i sina bästa år"[3] – enligt egen beskrivning. Bor i en liten stuga bredvid skorstenen på ett hustak i Vasastan i Stockholm. Karlsson kan flyga tack vare att han har en propeller på ryggen, och han älskar att busa. Han älskar att framhäva sig själv som "världens bästa" på allting, vare sig det är sant eller inte, och han kan lätt framstå som dryg.
- Lillebror heter egentligen Svante Svantesson – men eftersom han är yngst i familjen Svantesson kallas han för Lillebror. En lite ensam pojke, som blir vän med Karlsson.
- Herr och fru Svantesson, Lillebrors föräldrar. Kallas oftast bara för "pappa" och "mamma" i böckerna.
- Bosse, Lillebrors 15-åriga gitarrspelande storebror.
- Bettan, Lillebrors 14-åriga pojkintresserade storasyster.
- Fille och Rulle – heter egentligen Filip och Rudolf.[4] Två skojare och inbrottstjuvar, som härjar i Vasastan. De finns med i böckerna Lillebror och Karlsson på taket och Karlsson på taket smyger igen.
- Krister och Gunilla, klasskamrater till Lillebror, de är endast med i första boken Lillebror och Karlsson på taket.
- Fröken Hildur Bock, en barsk och lättstött gammal ungmö, som med titeln "husföreståndarinna" ser efter familjen Svantessons hushåll, när fru Svantesson är bortrest. Lagar både god och äcklig mat. Har en syster vid namn Frida, som bara omnämns i böckerna. Lillebror och Karlsson kallar fröken Bock för "Husbocken" och hon finns med i böckerna Karlsson på taket flyger igen och Karlsson på taket smyger igen.
- Farbror Julius Jansson, en grinig gammal ungkarl, släkt med herr Svantesson. Bor i en liten stad i Västergötland, men reser till Stockholm ibland. Farbror Julius är endast med i tredje boken Karlsson på taket smyger igen.

## Förekomst

### Böcker
- 1955 – Lillebror och Karlsson på taket
- 1962 – Karlsson på taket flyger igen
- 1968 – Karlsson på taket smyger igen
- 1972 – Allt om Karlsson på taket (samlingsvolym)

Det finns också utgivna ljudböcker på CD-skivor, där Astrid Lindgren själv läser texten:
- Lillebror och Karlsson på taket Gammafon
- Karlsson på taket filurar Gammafon
- Lillebror och Karlsson på taket (längre inläsning) PAN ljudböcker (2002) ISBN 9173130222

### Filmer
- 1968 – Lillebror och Karlsson, regi: Boris Stepantsev.
- 1970 – Karlsson är tillbaka, regi: Boris Stepantsev.
- 1974 – Världens bästa Karlsson, regi: Olle Hellbom
- 2002 – Karlsson på taket, animerad
- 2002 – Karlsson på taket (animerad TV-serie)

### Teater
- 1978 – Karlsson på taket, på Folkan i regi av Staffan Götestam
- 2016 – Karlsson på taket, på Dramaten i regi av Alexander Öberg. Krister Henriksson gjorde rollen som Karlsson och Nour El Refai gjorde Lillebror.

### Spel
- 2004 – Karlsson på taket och kuckelimuckmedicinen[5] – Datorspel för Microsoft Windows och Mac, från 4 år, med 20 olika aktiviteter i spelet. Illustrationerna är baserade på Ilon Wiklands bilder.